# Дешлер, Джеймс
Джеймс Дешлер (англ. James Deshler; 18 февраля 1833, Таскамбия, штат Алабама, США — 20 сентября 1863, Чикамога, штат Джорджия, КША) — американский офицер, выпускник военной академии США в Вест-Пойнте. Участвовал в войне в Юте. С началом Гражданской войны подал в отставку в звании первого лейтенанта и поступил на службу в армию КША в звании полковника, затем был повышен до звания бригадного генерала. Погиб во время битвы при Чикамоге. В память о сыне отец основал Дешлерский женский институт. Его имя носит Дешлерская средняя школа в Таскамбии.

## Ранние годы
Джеймс Дешлер родился 18 февраля 1833 года в Таскамбии, в штате Алабама в семье Дэвида Дешлера (1798—1872) и Элинор, урождённой Тейлор (1808—1854). В 1850 году он поступил в военную академию США в Вест-Пойнте, и окончил её 7-м по успеваемости в выпуске 1854 года (с рейтингом выше Джеймса Стюарта, Уильяма Дурси Пендера и Стивена Ли). По окончании обучения он был определён в 3-й артиллерийский полк в звании второго лейтенанта и был направлен для прохождения службы в Калифорнию. В 1855 году он служил в Карлайлских казармах в Пенсильвании, а 3 марта 1855 года он был переведён в 10-й пехотный полк с сохранением звания. В том же году он участвовал в экспедиции против индейцев сиу и сражался при Блу-Уотер 3 сентября. В 1855 - 1856 году служил в форте Ларами (Дакота), в 1856 году - в Небраске, в 1856 - 1857 - в форте Снеллинг в Миннесоте.
17 сентября 1858 года его повысили в звании до первого лейтенанта и зачислили в полк, который участвовал в войне с мормонами в Юте. По завершении военной экспедиции он был переведён в Форт-Уайз, где служил до 1861 года.

## Гражданская война
В 1861 году Дешлер взял отпуск, из которого не вернулся в армию и на этом основании он был 15 июля 1861 года уволен из армии США. Он присоединился к армии Конфедеративных Штатов Америки и был зачислен армию конфедератов в звании капитана артиллерии. В сентябре 1861 года был назначен ассистентом бригадного генерала Генри Рутса Джексона, с которым участвовал в сражении при Чит-Маунтин. Во время сражения при Аллегени-Маунтин был ранен выстрелом в бедро. После реабилитации в госпитале был повышен в звании до полковника и назначен в штаб генерала Теофилиуса Холмса.
В 1862 году был назначен командовать четырьмя полками в дивизии Томаса Черчилла: 
- 10-й Техасский пехотный полк: полковник Роджер Миллс
- 15-й техасский кавалерийский полк (спешенный): майор В. П. Сандерс
- 17-й техасский кавалерийский полк (спешенный): полковник Джеймс Тейлор
- 18-й техасский кавалерийский полк (спешенный): подполковник Джон Кольт.

11 января 1863 года он был взят в плен в битве при форте Хиндман. После того, как его обменяли на пленного из армии противника, 28 июля 1863 года был повышен в звании до бригадного генерала и возглавил бригаду из трёх пехотных полков:
- 19-й и 24-й Арканзасские пехотные полки: подполковник А. С. Хатчисон
- 6-й и 10-й Техасские пехотные, 15-й Техасский кавалерийский спешенный: полковник Роджер Миллс
- 17-й, 18-й, 24-й, 25-й Техасские кавалерийские спешенные: полковник Ф. К. Уилкс

На второй день битвы при Чикамоге 20 сентября 1863 года, во время осмотра своей бригады перед атакой, Джеймс Дешлер был убит артиллерийским снарядом противника, который взорвался рядом с ним. Командование над его бригадой было передано будущему сенатору Роджеру Миллсу. В том сражении армия конфедератов одержала победу. После окончания боевых действий, друг семьи похоронил тело Джеймса Дешлера на поле боя. Позже он привел отца погибшего к могиле сына. Они выкопали останки и перезахоронили его на кладбище Оаквуд в его родном городе Таскамбия, в штате Алабама.